# Smeringopus hypocrita
Smeringopus hypocrita là một loài nhện trong họ Pholcidae. Loài này được phát hiện ở Namibia và Nam Phi.